# Dias da semana
Os nomes dos dias da semana na maioria das línguas neolatinas derivam dos nomes dos planetas clássicos na astrologia helenística. Na antiguidade clássica, as Sete Luminárias sagradas são os sete objetos não fixos visíveis no céu: a Lua, Mercúrio, Vênus, Sol, Marte, Júpiter e Saturno. A palavra planeta vem da palavra grega πλανήτης, planētēs "planeta" (abreviação de asteres planetai "estrelas errantes"), expressando o fato de que esses objetos se movem através da esfera celestial em relação às estrelas fixas. Esse sistema de nominata de planetas foi introduzido no Império Romano durante a Antiguidade tardia, associado a alguns deuses olímpicos. Em algumas outras línguas, os dias da semana são nomeados conforme as divindades correspondentes da cultura regional.

## Particularidade do galaico-português
A língua portuguesa, juntamente com a língua mirandesa, é uma das duas únicas línguas românicas em que foi substituído o nome dos planetas pelos numerais. Em 563 d.C, São Martinho de Dume, bispo católico romano de Braga, entendeu que na Semana Santa, a época do ano mais sagrada  para os católicos, devido à Paixão de Cristo, seria uma blasfêmia chamar os dias pelos seus nomes pagãos. Escreveu ele:

Pois os infiéis irritaram Deus e não acreditam de todo o coração na fé de Cristo, mas são incrédulos que colocam os próprios nomes dos demônios em cada dia da semana e assim eles falam do dia de Marte, de Mercúrio, de Júpiter, de Vênus e de Saturno, [demônios] que nunca criaram um dia sequer, mas como eram homens malvados e perversos entre a raça dos gregos [nominaram os dias assim].
Considerando isso, São Martinho  propôs que durante a Semana Santa, que à época da Idade Média era inteiramente consagrada ao descanso, ao culto católico e às orações, os dias fossem chamados feria (literalmente: dia livre) e ordenados numericamente, conforme a liturgia católica. Conforme o Missal Romano, assim passaram a ser os dias:
| Latim I       | Latim II      | Significado     | Latim litúrgico I | Latim litúrgico II | Tradução           |
| ------------- | ------------- | --------------- | ----------------- | ------------------ | ------------------ |
| dies solis    | solis dies    | dia do Sol      | [dies] Dominicus  | Dies Domini        | Dia do Senhor      |
| dies lunae    | lunae dies    | dia da Lua      | secunda feria     | feria secunda      | Segundo dia livre  |
| dies martis   | martis dies   | dia de Marte    | tertia feria      | feria tertia       | Terceiro dia livre |
| dies mercurii | mercurii dies | dia de Mercúrio | quarta feria      | feria quarta       | Quarto dia livre   |
| dies iovis    | iovis dies    | dia de Júpiter  | quinta feria      | feria quinta       | Quinto dia livre   |
| dies veneris  | veneris dies  | dia de Vênus    | sexta feria       | feria sexta        | Sexto dia livre    |
| dies saturni  | saturni dies  | dia de Saturno  | Sabbath           | Sabatum            | Descanso           |

O Sabbatum era originado diretamente do hebraico Shabbat, de conotação religiosa, em uma época em que os hebreus formavam um só povo e uma só cultura.
O dia Shabbat era o dia de descanso dos israelitas que por essa razão afluíam com mais frequência à sinagoga, hoje é o sábado, último dia de seu calendário semanal, sendo este o dia de descanso para os judeus. Durante a Reforma do Calendário Romano sob Constantino I - substituiu-se o nome de Dies Saturni que significa "Dia de Saturno" - forma como os pagãos se referiam ao sábado - para Sabatum introduzindo devido à influência cristã o dia de Sábado no calendário ocidental.
A Tradição Apostólica fixa o dia de descanso dos cristãos no domingo, em homenagem à ressurreição de Cristo. Em 325 d.C., as orientações decididas no Primeiro Concílio de Niceia, confirmam a Tradição Apostólica, e durante a Reforma do Calendário Romano substituiu-se o nome de Solis Dies, que significa Dia do Sol - forma como os pagãos se referiam ao domingo - para Dominicus Dies (ou Dies Dominicum, Dies Dominica, Dies Domini), que, em português, significa Dia do Senhor, tendo evoluído para domingo.
O dia de domingo também conhecido como Prima Feria era o dia em que os cristãos se reuniam  para fazer sua reunião de culto em memória à Ressurreição de Jesus, dia de descanso para os cristãos.
O português e o galego são as únicas línguas românicas em que os dias da semana não estão associados a nomes de astros (embora estivessem, antes da modificação do bispo Martinho de Dume). Há, entretanto, diversas outras línguas, tanto indo-européias quanto de outras raizes, nas quais os dias da semana são contados com numerais, em geral, ordinais, assim como no latim eclesiástico e no português moderno.

## Nomes antigos

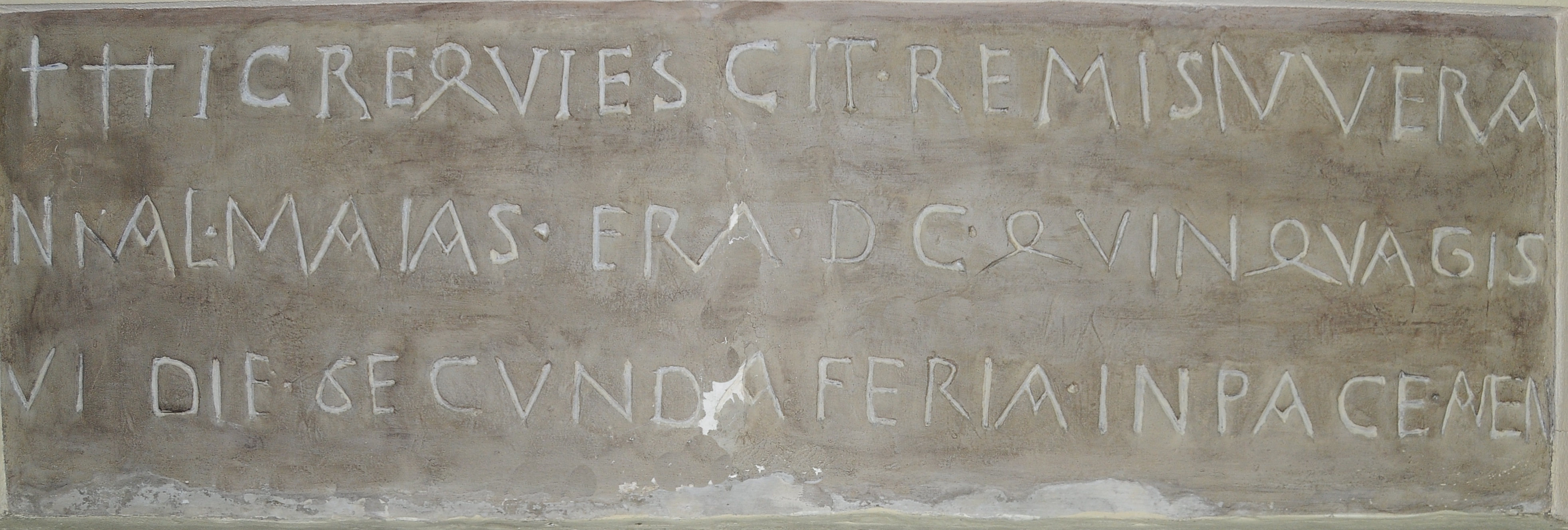
Primeira referência escrita conhecida à segunda-feira, na Igreja de São Vicente, Braga, datada de 618

Na nomenclatura pagã, cada dia era dedicado a um astro ou a um deus que variava de acordo com a mitologia local de cada cultura e que foram conservados em outros idiomas.
Isto ocorreu durante a expansão do Império Romano. Nesta época, desde o início da era cristã até o período medieval, vigoravam no mundo ocidental as propostas do filósofo grego Aristóteles (384 – 322 a.C.) e do astrônomo egípcio Cláudio Ptolomeu (100 – 170 d.C.), mescladas com a interpretação dada pela Igreja Católica. Acreditava-se que Deus criara o Universo em movimento circular perfeito e eterno. No centro de tudo encontrava-se a Terra com seus quatro elementos: terra, ar, água e fogo. Haveria então oito esferas concêntricas, feitas de substância imutável, contendo o “éter” e sustentando os astros. Este conjunto, com centro na Terra, comporia o céu.
Uma dessas esferas conteria o Sol. Outra, a Lua. Cinco delas conteriam os planetas conhecidos na época: Marte, Mercúrio, Júpiter, Vênus e Saturno. A oitava esfera conteria as estrelas. A Terra era distinta dos demais astros. A sua matéria se decompõe e morre, enquanto a composição dos outros astros seria perfeita e imutável.
Portugal foi o único país do mundo que adotou os dias da semana derivados quase ipsis literis do latim eclesiástico. Os nomes antigos dos dias da semana, dados por outros povos, não foram seguidos na língua portuguesa.
Até o século XV, no atual território português, era falado um português arcaico, usando-se nomes de origem pagã. Tais nomenclaturas não chegaram a constituir a língua portuguesa de facto. Observa-se a semelhança dessa espécie de "português arcaico" com outras línguas neolatinas e também identificação semântica com algumas línguas germânicas:
| Português moderno | Galego-português (Portugal) | Galego-português (Galiza) | Galego                                | Espanhol  | Italiano  | Catalão   | Francês  | Romeno   | Inglês    | Alemão     | Holandês  | Filipino   | Tétum         | Mirandês         |
| ----------------- | --------------------------- | ------------------------- | ------------------------------------- | --------- | --------- | --------- | -------- | -------- | --------- | ---------- | --------- | ---------- | ------------- | ---------------- |
| domingo           | domingo                     | domingo                   | domingo                               | domingo   | domenica  | diumenge  | dimanche | duminică | Sunday    | Sonntag    | zondag    | Linggo     | loron-domingu | deimingo/demingo |
| segunda-feira     | segunda feira               | lũes                      | luns / segunda feira                  | lunes     | lunedì    | dilluns   | lundi    | luni     | Monday    | Montag     | maandag   | Lunes      | loron-segunda | segunda          |
| terça-feira       | terça feira                 | martes                    | martes / terceira feira / terza feira | martes    | martedì   | dimarts   | mardi    | marți    | Tuesday   | Dienstag   | dinsdag   | Martes     | loron-tersa   | terça/tércia     |
| quarta-feira      | quarta feira                | mercores                  | mércores / cuarta feira / corta Feira | miércoles | mercoledì | dimecres  | mercredi | miercuri | Wednesday | Mittwoch * | woensdag  | Miyerkules | loron-kuarta  | quarta           |
| quinta-feira      | quinta feira                | joves                     | xoves / quinta feira                  | jueves    | giovedì   | dijous    | jeudi    | joi      | Thursday  | Donnerstag | donderdag | Huwebes    | loron-kinta   | quinta           |
| sexta-feira       | sesta feira                 | vernes                    | venres / sexta feira                  | viernes   | venerdì   | divendres | vendredi | vineri   | Friday    | Freitag    | vrijdag   | Biyernes   | loron-sesta   | sesta            |
| sábado            | sabado                      | sabado                    | sábado                                | sábado    | sabato    | dissabte  | samedi   | sâmbătă  | Saturday  | Samstag    | zaterdag  | Sabado     | loron-sábadu  | sábado           |

- Mittwoch = quarta-feira em alemão é uma exceção, pois significa literalmente "meio da semana", enquanto nas demais línguas é uma referência ao deus Mercúrio. O mesmo ocorre com o búlgaro Сряда, que significa do meio, com o finlandês keskiviikko, que significa "meio da semana", com o húngaro szerda, de origem eslava, que significa "meio", com o polonês Środa, que significa "meio", com o russo Среда [sreda], que significa "meio".

Em alguns idiomas, como o espanhol, a influência católica conseguiu, ainda, impor os nomes sábado e domingo e, em muitos outros, o domingo passou a ser chamado dia do Senhor.
| Latim        | Deus romano | Deus saxão | Ideograma chinês |
| ------------ | ----------- | ---------- | ---------------- |
| Solis dies   | Sol         | Baldur     | 日 (Sol)         |
| Lunae dies   | Lua         | Fregg      | 月 (Lua)         |
| Martis dies  | Marte       | Tyr        | 火 (Fogo)        |
| Mercuri dies | Mercúrio    | Odin       | 水 (Água)        |
| Jovis dies   | Júpiter     | Thor       | 木 (Madeira)     |
| Veneris dies | Vênus       | Freya      | 金 (Metal)       |
| Saturni dies | Saturno     | Nornes     | 土 (Terra)       |

## Ordem dos dias da semana
O primeiro dia da semana é determinado hoje como uma consequência da união de dois conceitos, o da principal reunião semanal em fé das diferentes crenças e religiões e o conceito de criação do mundo que está presente e é comum a quase todas elas.

### Origem do primeiro dia da semana
No início da era cristã, os cristãos primitivos, por serem judeus, guardavam o sábado, porém reuniam-se aos domingos para celebrarem a Eucaristia (ação de graças) através da fração do pão em honra e memória da ressurreição de Cristo. A partir de 189 d.C., a Igreja Cristã estabeleceu uma data diferente daquela praticada pelos judeus para suas comemoração da Páscoa e dos dias santos a ela associados. Posteriormente, confirmando a Tradição Apostólica, o Primeiro Concílio de Niceia, em 325 d.C., oficializou o domingo (Dominica Dies) como dia sagrado para os cristãos.
A união da cultura judaica com a cultura cristã resultou na reserva de dois dias diferentes (sábado e domingo) para descanso: estes são respectivamente o último dia (sábado) e o primeiro dia da semana (domingo) de acordo com o calendário ocidental.

### Representação científica
A Organização Internacional para Padronização (ISO) estabeleceu pela norma ISO 8601 uma numeração para a representação dos dias da semana. Esta denominação numérica dos dias da semana tem a mesma sequência da representação feita em países da língua portuguesa e que, como era de se esperar, por serem correlatos em representação, atendeu à maioria dos países do mundo.
| Número do dia da semana | 1 (um)        | 2 (dois)    | 3 (três)     | 4 (quatro)   | 5 (cinco)   | 6 (seis) | 7 (sete) |
| Nome do dia da semana   | segunda-feira | terça-feira | quarta-feira | quinta-feira | sexta-feira | sábado   | domingo  |

## Outros idiomas
Há três grupos principais de denominação dos dias da semana nas diversas línguas:
1 - Com base na mitologia greco-romana ou nos planetas, geralmente como o domingo com origem em “Dia do Senhor”:
- Línguas românicas (exceto o português moderno)
- Línguas celtas
- As artificiais
- Albanês
- Japonês
- Coreano
- Chinês antigo
- Tibetano
- Algumas que consideram os planetas, mas são relacionadas com divindades do hinduísmo
  - Línguas indo-europeias da Índia
  - Algumas da Indonésia
  - Burmês
  - Mongol
  - Tailandês

2 - Com base na mitologia nórdica, geralmente com o domingo como dia do Sol e 2ª feira da Lua (a Lua também é a 2ª feira para o grupo da mitologia greco-romana):
- Línguas germânicas
- Finlandês
- Estoniano

3 - Com base em sequência numérica ordinal: 
a) Primeiro dia da semana – domingo
- Português
- Hebraico
- Latim Eclesiástico
- Georgiano
- Armênio
- Vietnamita
- Islandês
- Árabe
- Malaio
- Principais da Indonésia
- Persa
- Cazaque
- Turco
- Chinês moderno
- Tétum

b) Primeiro dia da semana – 2ª feira
- Línguas eslavas
- Línguas bálticas
- Húngaro
- Estoniano (outra versão)
- Mongol (outra versão)

c) Outras denominações:
- Suaíli – Sequencial iniciando no sábado
- Istro Romeno – Mistura de divindades greco-romanas com nórdicas;
- Basco – Denominação própria

1. ↑  O bispo Idácio de Chaves, 100 anos antes, já usa essa terminologia, como por exemplo no ano Romanorum XLIV, "quarta feria, ab hora quarta in horam sextam" ou "die decimo quarto kal. Augusti, qui fuit quinta feria" no ano Olymp. CCXCIX ou enfim " tertio nonas Octobris die, sexta feria" para o ano Romanorum XLIII, poderá também ser uma alteração dum copista medieval